# ماتئو برتی
ماتئو برتی (انگلیسی: Matteo Berretti؛ زادهٔ ۴ آوریل ۱۹۸۵) بازیکن فوتبال اهل ایتالیا است.
از باشگاه‌هایی که در آن بازی کرده‌است می‌توان به باشگاه فوتبال روبور سیه‌نا اشاره کرد.